# شرج باطيب (عمد)

تعديل مصدري - تعديل

شرج باطيب هي إحدى قرى  بمديرية عمد التابعة لمحافظة حضرموت، بلغ تعداد سكانها 51 نسمة حسب تعداد اليمن لعام 2004.